# Albo d'oro del singolare femminile dell'Open di Francia
Questo è un elenco delle vincitrici del singolare femminile dell'Open di Francia. Il torneo non si è svolto dal 1915 al 1919 e dal 1940 al 1945 a causa delle due guerre mondiali.

## Albo d'oro[1]
| Anno       | Vincitrice                                          | Finalista                                           | Punteggio                                           |
| ---------- | --------------------------------------------------- | --------------------------------------------------- | --------------------------------------------------- |
| 1897       | Francoise Masson (1)                                | Suzanne Girod                                       | 6–3, 6–1                                            |
| 1898       | Francoise Masson (2)                                |                                                     |                                                     |
| 1899       | Francoise Masson (3)                                |                                                     |                                                     |
| 1900       | Hélène Prévost                                      |                                                     |                                                     |
| 1901       | Suzanne Girod                                       | Leroux                                              | 6–1, 6–1                                            |
| 1902       | Francoise Masson (4)                                | Suzanne Girod                                       | 6–0, 6–1                                            |
| 1903       | Francoise Masson (5)                                | Kate Gillou                                         | 6–0, 6–8, 6–0                                       |
| 1904       | Kate Gillou (1)                                     | Francoise Masson                                    |                                                     |
| 1905       | Kate Gillou (2)                                     | Yvonne de Pfeffel                                   | 6–0, 11–9                                           |
| 1906       | Kate Gillou (3)                                     | Virginia MacVeagh                                   | 3–6, 7–5, 6–1                                       |
| 1907       | Therese Villard                                     | Catherine d'Aliney d'Elva                           | 6–1, ritiro                                         |
| 1908       | Kate Gillou (4)                                     | A. Péan                                             | 6–2, 6–2                                            |
| 1909       | Jeanne Matthey (1)                                  | Jacqueline Gallay                                   | 10–8, 6–4                                           |
| 1910       | Jeanne Matthey (2)                                  | Marguerite Broquedis                                | 1–6, 6–1, 9–7                                       |
| 1911       | Jeanne Matthey (3)                                  | Marguerite Broquedis                                | 6–2, 7–5                                            |
| 1912       | Jeanne Matthey (4)                                  | Marie Danet                                         | 6–2, 7–5                                            |
| 1913       | Marguerite Broquedis (1)                            | Jeanne Matthey                                      | 6–3, 6–3                                            |
| 1914       | Marguerite Broquedis (2)                            | Suzanne Lenglen                                     | 5–7, 6–4, 6–3                                       |
| 1915- 1919 | Non disputato a causa della prima guerra mondiale   | Non disputato a causa della prima guerra mondiale   | Non disputato a causa della prima guerra mondiale   |
| 1920       | Suzanne Lenglen (1)                                 | Marguerite Broquedis                                | 6–1, 7–5                                            |
| 1921       | Suzanne Lenglen (2)                                 | Germaine Golding                                    | walkover                                            |
| 1922       | Suzanne Lenglen (3)                                 | Germaine Golding                                    | 6–4, 6–0                                            |
| 1923       | Suzanne Lenglen (4)                                 | Germaine Golding                                    | 6–1, 6–4                                            |
| 1924       | Julie Vlasto                                        | Jeanne Vaussard                                     | 6–2, 6–3                                            |
| 1925       | Suzanne Lenglen (5)                                 | Kitty McKane                                        | 6–1, 6–2                                            |
| 1926       | Suzanne Lenglen (6)                                 | Mary Browne                                         | 6–1, 6–0                                            |
| 1927       | Kea Bouman                                          | Irene Peacock                                       | 6–2, 6–4                                            |
| 1928       | Helen Wills Moody (1)                               | Eileen Bennet                                       | 6–1, 6–2                                            |
| 1929       | Helen Wills Moody (2)                               | Simonne Mathieu                                     | 6–3, 6–4                                            |
| 1930       | Helen Wills Moody (3)                               | Helen Hull Jacobs                                   | 6–2, 6–1                                            |
| 1931       | Cilly Aussem                                        | Betty Nuthall                                       | 8–6, 6–1                                            |
| 1932       | Helen Wills Moody (4)                               | Simonne Mathieu                                     | 7–5, 6–1                                            |
| 1933       | Margaret Scriven (1)                                | Simonne Mathieu                                     | 6–2, 4–6, 6–4                                       |
| 1934       | Margaret Scriven (2)                                | Helen Hull Jacobs                                   | 7–5, 4–6, 6–1                                       |
| 1935       | Hilde Sperling (1)                                  | Simonne Mathieu                                     | 6–2, 6–1                                            |
| 1936       | Hilde Sperling (2)                                  | Simonne Mathieu                                     | 6–3, 6–4                                            |
| 1937       | Hilde Sperling (3)                                  | Simonne Mathieu                                     | 6–2, 6–4                                            |
| 1938       | Simonne Mathieu (1)                                 | Nelly Landry                                        | 6–0, 6–3                                            |
| 1939       | Simonne Mathieu (2)                                 | Jadwiga Jędrzejowska                                | 6–3, 8–6                                            |
| 1940- 1945 | Non disputato a causa della seconda guerra mondiale | Non disputato a causa della seconda guerra mondiale | Non disputato a causa della seconda guerra mondiale |
| 1946       | Margaret Osborne (1)                                | Pauline Betz                                        | 1–6, 8–6, 7–5                                       |
| 1947       | Pat Todd                                            | Doris Hart                                          | 6–3, 3–6, 6–4                                       |
| 1948       | Nelly Landry                                        | Shirley Fry                                         | 6–2, 0–6, 6–0                                       |
| 1949       | Margaret Osborne (2)                                | Nelly Adamson-Landry                                | 7–5, 6–2                                            |
| 1950       | Doris Hart (1)                                      | Pat Todd                                            | 6–4, 4–6, 6–2                                       |
| 1951       | Shirley Fry                                         | Doris Hart                                          | 6–3, 3–6, 6–3                                       |
| 1952       | Doris Hart (2)                                      | Shirley Fry                                         | 6–4, 6–4                                            |
| 1953       | Maureen Connolly (1)                                | Doris Hart                                          | 6–2, 6–4                                            |
| 1954       | Maureen Connolly (2)                                | Ginette Bucaille                                    | 6–4, 6–1                                            |
| 1955       | Angela Mortimer                                     | Dorothy Knode                                       | 2–6, 7–5, 10–8                                      |
| 1956       | Althea Gibson                                       | Angela Mortimer                                     | 6–0, 12–10                                          |
| 1957       | Shirley Bloomer                                     | Dorothy Knode                                       | 6–1, 6–3                                            |
| 1958       | Zsuzsa Körmöczy                                     | Shirley Bloomer                                     | 6–4, 1–6, 6–2                                       |
| 1959       | Christine Truman                                    | Zsuzsa Körmöczy                                     | 6–4, 7–5                                            |
| 1960       | Darlene Hard                                        | Yola Ramírez                                        | 6–3, 6–4                                            |
| 1961       | Ann Haydon Jones (1)                                | Yola Ramírez                                        | 6–2, 6–1                                            |
| 1962       | Margaret Smith (1)                                  | Lesley Turner                                       | 6–3, 3–6, 7–5                                       |
| 1963       | Lesley Turner (1)                                   | Ann Haydon Jones                                    | 2–6, 6–3, 7–5                                       |
| 1964       | Margaret Smith (2)                                  | Maria Bueno                                         | 5–7, 6–1, 6–2                                       |
| 1965       | Lesley Turner (2)                                   | Margaret Smith                                      | 6–3, 6–4                                            |
| 1966       | Ann Haydon Jones (2)                                | Nancy Richey                                        | 6–3, 6–1                                            |
| 1967       | Françoise Dürr                                      | Lesley Turner                                       | 4–6, 6–3, 6–4                                       |
| 1968       | Nancy Richey                                        | Ann Haydon Jones                                    | 5–7, 6–4, 6–1                                       |
| 1969       | Margaret Smith Court (3)                            | Ann Haydon Jones                                    | 6–1, 4–6, 6–3                                       |
| 1970       | Margaret Smith Court (4)                            | Helga Niessen                                       | 6–2, 6–4                                            |
| 1971       | Evonne Goolagong                                    | Helen Gourlay                                       | 6–3, 7–5                                            |
| 1972       | Billie Jean King                                    | Evonne Goolagong                                    | 6–3, 6–3                                            |
| 1973       | Margaret Smith Court (5)                            | Chris Evert                                         | 6(5)–7, 7–6(8), 6–4                                 |
| 1974       | Chris Evert (1)                                     | Ol'ga Morozova                                      | 6–1, 6–2                                            |
| 1975       | Chris Evert (2)                                     | Martina Navrátilová                                 | 2–6, 6–2, 6–1                                       |
| 1976       | Sue Barker                                          | Renáta Tomanová                                     | 6–2, 0–6, 6–2                                       |
| 1977       | Mima Jaušovec                                       | Florența Mihai                                      | 6–2, 6(5)–7, 6–1                                    |
| 1978       | Virginia Ruzici                                     | Mima Jaušovec                                       | 6–2, 6–2                                            |
| 1979       | Chris Evert (3)                                     | Wendy Turnbull                                      | 6–2, 6–0                                            |
| 1980       | Chris Evert (4)                                     | Virginia Ruzici                                     | 6–0, 6–3                                            |
| 1981       | Hana Mandlíková                                     | Sylvia Hanika                                       | 6–2, 6–4                                            |
| 1982       | Martina Navrátilová (1)                             | Andrea Jaeger                                       | 7–6(6), 6–1                                         |
| 1983       | Chris Evert (5)                                     | Mima Jaušovec                                       | 6–1, 6–2                                            |
| 1984       | Martina Navrátilová (2)                             | Chris Evert                                         | 6–3, 6–1                                            |
| 1985       | Chris Evert (6)                                     | Martina Navrátilová                                 | 6–3, 6(4)–7, 7–5                                    |
| 1986       | Chris Evert (7)                                     | Martina Navrátilová                                 | 2–6, 6–3, 6–3                                       |
| 1987       | Steffi Graf (1)                                     | Martina Navrátilová                                 | 6–4, 4–6, 8–6                                       |
| 1988       | Steffi Graf (2)                                     | Nataša Zvereva                                      | 6–0, 6–0                                            |
| 1989       | Arantxa Sánchez Vicario (1)                         | Steffi Graf                                         | 7–6(6), 3–6, 7–5                                    |
| 1990       | Monica Seles (1)                                    | Steffi Graf                                         | 7–6(6), 6–4                                         |
| 1991       | Monica Seles (2)                                    | Arantxa Sánchez Vicario                             | 6–3, 6–4                                            |
| 1992       | Monica Seles (3)                                    | Steffi Graf                                         | 6–2, 3–6, 10–8                                      |
| 1993       | Steffi Graf (3)                                     | Mary Joe Fernández                                  | 4–6, 6–2, 6–4                                       |
| 1994       | Arantxa Sánchez Vicario (2)                         | Mary Pierce                                         | 6–4, 6–4                                            |
| 1995       | Steffi Graf (4)                                     | Arantxa Sánchez Vicario                             | 7–5, 4–6, 6–0                                       |
| 1996       | Steffi Graf (5)                                     | Arantxa Sánchez Vicario                             | 6–3, 6(4)–7, 10–8                                   |
| 1997       | Iva Majoli                                          | Martina Hingis                                      | 6–4, 6–2                                            |
| 1998       | Arantxa Sánchez Vicario (3)                         | Monica Seles                                        | 7–6(5), 0–6, 6–2                                    |
| 1999       | Steffi Graf (6)                                     | Martina Hingis                                      | 4–6, 7–5, 6–2                                       |
| 2000       | Mary Pierce                                         | Conchita Martínez                                   | 6–2, 7–5                                            |
| 2001       | Jennifer Capriati                                   | Kim Clijsters                                       | 1–6, 6–4, 12–10                                     |
| 2002       | Serena Williams (1)                                 | Venus Williams                                      | 7–5, 6–3                                            |
| 2003       | Justine Henin-Hardenne (1)                          | Kim Clijsters                                       | 6–0, 6–4                                            |
| 2004       | Anastasija Myskina                                  | Elena Dement'eva                                    | 6–1, 6–2                                            |
| 2005       | Justine Henin-Hardenne (2)                          | Mary Pierce                                         | 6–1, 6–1                                            |
| 2006       | Justine Henin-Hardenne (3)                          | Svetlana Kuznecova                                  | 6–4, 6–4                                            |
| 2007       | Justine Henin (4)                                   | Ana Ivanović                                        | 6–1, 6–2                                            |
| 2008       | Ana Ivanović                                        | Dinara Safina                                       | 6–4, 6–3                                            |
| 2009       | Svetlana Kuznecova                                  | Dinara Safina                                       | 6–4, 6–2                                            |
| 2010       | Francesca Schiavone                                 | Samantha Stosur                                     | 6–4, 7–6(2)                                         |
| 2011       | Li Na                                               | Francesca Schiavone                                 | 6–4, 7–6(0)                                         |
| 2012       | Marija Šarapova                                     | Sara Errani                                         | 6–3, 6–2                                            |
| 2013       | Serena Williams (2)                                 | Marija Šarapova                                     | 6–4, 6–4                                            |
| 2014       | Marija Šarapova (2)                                 | Simona Halep                                        | 6–4, 6(5)–7, 6–4                                    |
| 2015       | Serena Williams (3)                                 | Lucie Šafářová                                      | 6–3, 6(2)–7, 6–2                                    |
| 2016       | Garbiñe Muguruza                                    | Serena Williams                                     | 7–5, 6–4                                            |
| 2017       | Jeļena Ostapenko                                    | Simona Halep                                        | 4–6, 6–4, 6–3                                       |
| 2018       | Simona Halep                                        | Sloane Stephens                                     | 3–6, 6–4, 6–1                                       |
| 2019       | Ashleigh Barty                                      | Markéta Vondroušová                                 | 6–1, 6–3                                            |
| 2020       | Iga Świątek (1)                                     | Sofia Kenin                                         | 6–4, 6–1                                            |
| 2021       | Barbora Krejčíková                                  | Anastasija Pavljučenkova                            | 6–1, 2–6, 6–4                                       |
| 2022       | Iga Świątek (2)                                     | Coco Gauff                                          | 6–1, 6–3                                            |
| 2023       | Iga Świątek (3)                                     | Karolina Muchova                                    | 6–2, 5–7, 6–4                                       |
| 2024       | Iga Świątek (4)                                     | Jasmine Paolini                                     | 6–2, 6–1                                            |
| 2025       | Coco Gauff                                          | Aryna Sabalenka                                     | 6(5)–7, 6–2, 6–4                                    |